# Seznam členů zastupitelstva Královéhradeckého kraje (2000–2004)
Seznam krajských zastupitelů Královéhradeckého kraje v 1. volebním období (2000–2004).
Po volbách 2000 se do Zastupitelstva Královéhradeckého kraje dostaly následující subjekty:
- ODS – 14 mandátů
- Čtyřkoalice – 14 mandátů
- KSČM – 10 mandátů
- ČSSD – 7 mandátů

## Seznam zastupitelů
| Jméno, příjmení a tituly     | Zvolen(a) za | Stranická příslušnost | Funkce                                                                                           | Poznámka |
| ---------------------------- | ------------ | --------------------- | ------------------------------------------------------------------------------------------------ | --- |
| Ing. Pavel Bradík            | ODS          | ODS                   | Hejtman Královéhradeckého kraje                                                                  | |
| Ing. Vladimír Derner         | Čtyřkoalice  | KDU-ČSL               | 1. náměstek hejtmana pro ekonomiku                                                               | |
| Ing. Václav Dobeš            | KSČM         | KSČM                  |                                                                                                  | |
| Jiří Drška                   | Čtyřkoalice  | KDU-ČSL               |                                                                                                  | |
| Josef Ješina                 | ČSSD         | ČSSD                  | Předseda kontrolního výboru                                                                      | |
| Miloš Jon                    | ODS          | ODS                   |                                                                                                  | |
| Ing. Petra Kačírková Škopová | Čtyřkoalice  | ODA                   | Předsedkyně výboru pro životní prostředí a zemědělství                                           | V průběhu volebního období přestoupila do klubu ODS, za kterou kandidovala v následujících krajských volbách. |
| Ing. Antonín Kapucián        | KSČM         | nestr. za KSČM        |                                                                                                  | |
| Bc. Karel Klíma              | Čtyřkoalice  | KDU-ČSL               | Radní pro hospodáčství a investice                                                               | |
| Petr Kuřík                   | ODS          | ODS                   | Předseda výboru pro regionální rozvoj                                                            | |
| MUDr. Martin Limburský       | Čtyřkoalice  | US                    |                                                                                                  | |
| Ing. František Meduna        | KSČM         | KSČM                  |                                                                                                  | |
| MUDr. Jan Michálek           | ODS          | ODS                   | Předseda výboru pro cestovní ruch                                                                | |
| Miloslav Mrština             | ČSSD         | ČSSD                  |                                                                                                  | |
| Mgr. Robert Novák            | Čtyřkoalice  | US                    |                                                                                                  | |
| Petr Novotný                 | Čtyřkoalice  | DEU                   |                                                                                                  | |
| RSDr. Jaroslav Ošťádal       | KSČM         | KSČM                  |                                                                                                  | |
| RNDr. Karel Pelán            | Čtyřkoalice  | KDU-ČSL               | Předseda výboru pro informatiku                                                                  | |
| Ing. Zdeněk Pěnkava          | Čtyřkoalice  | US                    | Radní pro životní prostředí a zemědělství                                                        | |
| Miloslav Plass               | ODS          | ODS                   | Radní pro sociální věci a cestovní ruch                                                          | |
| Ing. Vlastimil Prouza        | KSČM         | KSČM                  |                                                                                                  | |
| Jiří Rokl                    | Čtyřkoalice  | US                    | Radní pro kulturu a památkovou péči                                                              | |
| RSDr. Ing. Otakar Ruml       | KSČM         | KSČM                  |                                                                                                  | |
| MVDr. Josef Řehák            | Čtyřkoalice  | KDU-ČSL               |                                                                                                  | |
| Ing. Otto Salač, CSc.        | ČSSD         | ČSSD                  | Předseda výboru pro výchovu, vzdělávání a zaměstnanost                                           | |
| Bohuslav Sedláček            | ODS          | ODS                   |                                                                                                  | |
| RNDr. Jiří Stejskal          | Čtyřkoalice  | KDU-ČSL               |                                                                                                  | |
| Ing. Petr Stejskal           | Čtyřkoalice  | US                    | Předseda sociální a zdravotního výboru                                                           | |
| Ing. Lubomír Svatý, CSc.     | ČSSD         | ČSSD                  |                                                                                                  | |
| Jan Šanda                    | ODS          | ODS                   | Předseda výboru pro kulturu a památkovou péči                                                    | |
| Ing. Iva Šedivá              | ČSSD         | ČSSD                  |                                                                                                  | |
| Mgr. Táňa Šormová            | KSČM         | nestr. za KSČM        |                                                                                                  | |
| Ing. Lubomír Štěpán          | KSČM         | KSČM                  |                                                                                                  | |
| Ing. Tomáš Šubert            | ODS          | ODS                   | Předseda finančního výboru                                                                       | |
| Pavel Trojan                 | ODS          | ODS                   |                                                                                                  | |
| MUDr. Pavel Trpák            | ČSSD         | ČSSD                  |                                                                                                  | |
| Ing. Alois Tuháček           | ČSSD         | ČSSD                  |                                                                                                  | |
| Ing. Jaroslav Vácha          | Čtyřkoalice  | US                    | Radní pro dopravu a silniční hospodářství; od prosince 2002 jako náměstek hejtmana               | |
| MUDr. Jiří Vambera           | ODS          | ODS                   |                                                                                                  | |
| MUDr. Jan Vaník              | KSČM         | KSČM                  |                                                                                                  | |
| Ing. Jiří Vlček              | ODS          | ODS                   |                                                                                                  | |
| Mgr. Ladislav Vrba           | ODS          | ODS                   | Radní pro školství, mládež a tělovýchovu; od prosince 2002 do června 2003 jako náměstek hejtmana | |
| Ing. Rostislav Všetečka      | ODS          | ODS                   | Radní pro zdravotnictví a regionální rozvoj; od června 2003 jako náměstek hejtmana               | |
| Ing. Vladimír Záleský        | ODS          | ODS                   | Předseda výboru pro dopravu                                                                      | |
| Ivana Zoufalá                | KSČM         | KSČM                  |                                                                                                  | |